# Бюзи
Бюзи́ (фр. Buzy) — коммуна во Франции, находится в регионе Аквитания. Департамент — Атлантические Пиренеи. Входит в состав кантона Олорон-Сент-Мари-2. Округ коммуны — Олорон-Сент-Мари.
Код INSEE коммуны — 64157.

## География

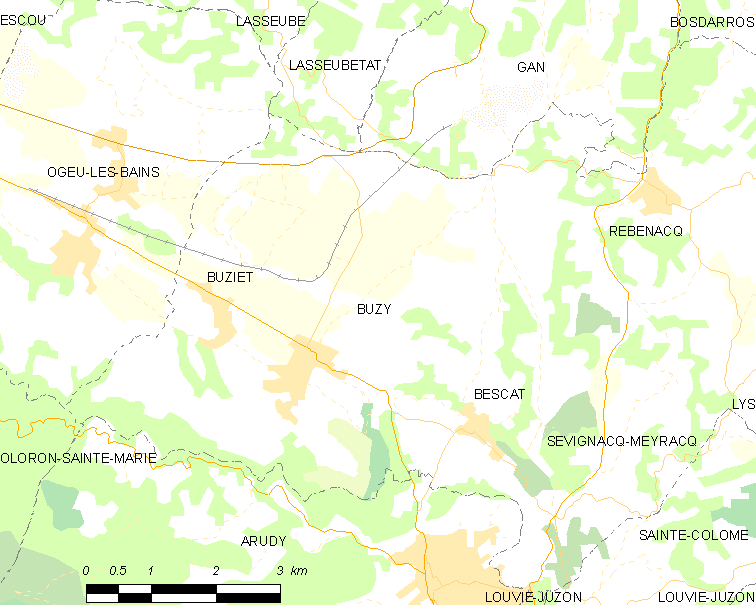
Карта коммуны

Коммуна расположена приблизительно в 680 км к югу от Парижа, в 190 км южнее Бордо, в 20 км к югу от По.
На юге коммуны протекает река Гав-д’Осо.

### Климат
Климат тёплый океанический. Зима мягкая, средняя температура января — от +5°С до +13°С, температуры ниже −10 °C бывают редко. Снег выпадает около 15 дней в году с ноября по апрель. Максимальная температура летом порядка 20-30 °C, выше 35 °C бывает очень редко. Количество осадков высокое, порядка 1100 мм в год. Характерна безветренная погода, сильные ветры очень редки.

## Население
Население коммуны на 2010 год составляло 934 человека.
| 1962 | 1968 | 1975 | 1982 | 1990 | 1999 | 2010 |
| ---- | ---- | ---- | ---- | ---- | ---- | ---- |
| 899  | 838  | 840  | 940  | 951  | 880  | 934  |

## Администрация
| Период | Период | Фамилия       | Партия                  | Примечания |
| ------ | ------ | ------------- | ----------------------- | ---------- |
| 1995   | 2008   | Паскаль Лопес | Социалистическая партия |            |
| 2008   | 2020   | Фернан Мартен |                         |            |

## Экономика
В 2010 году среди 591 человека трудоспособного возраста (15-64 лет) 403 были экономически активными, 188 — неактивными (показатель активности — 68,2 %, в 1999 году было 68,5 %). Из 403 активных жителей работали 374 человека (194 мужчины и 180 женщин), безработных было 29 (14 мужчин и 15 женщин). Среди 188 неактивных 47 человек были учениками или студентами, 94 — пенсионерами, 47 были неактивными по другим причинам.

## Достопримечательности
- Церковь Св. Сатурнина (XVIII век)
- Дольмен Кальо-де-Теберно (эпоха неолита). Исторический памятник с 1889 года[4]

## Фотогалерея

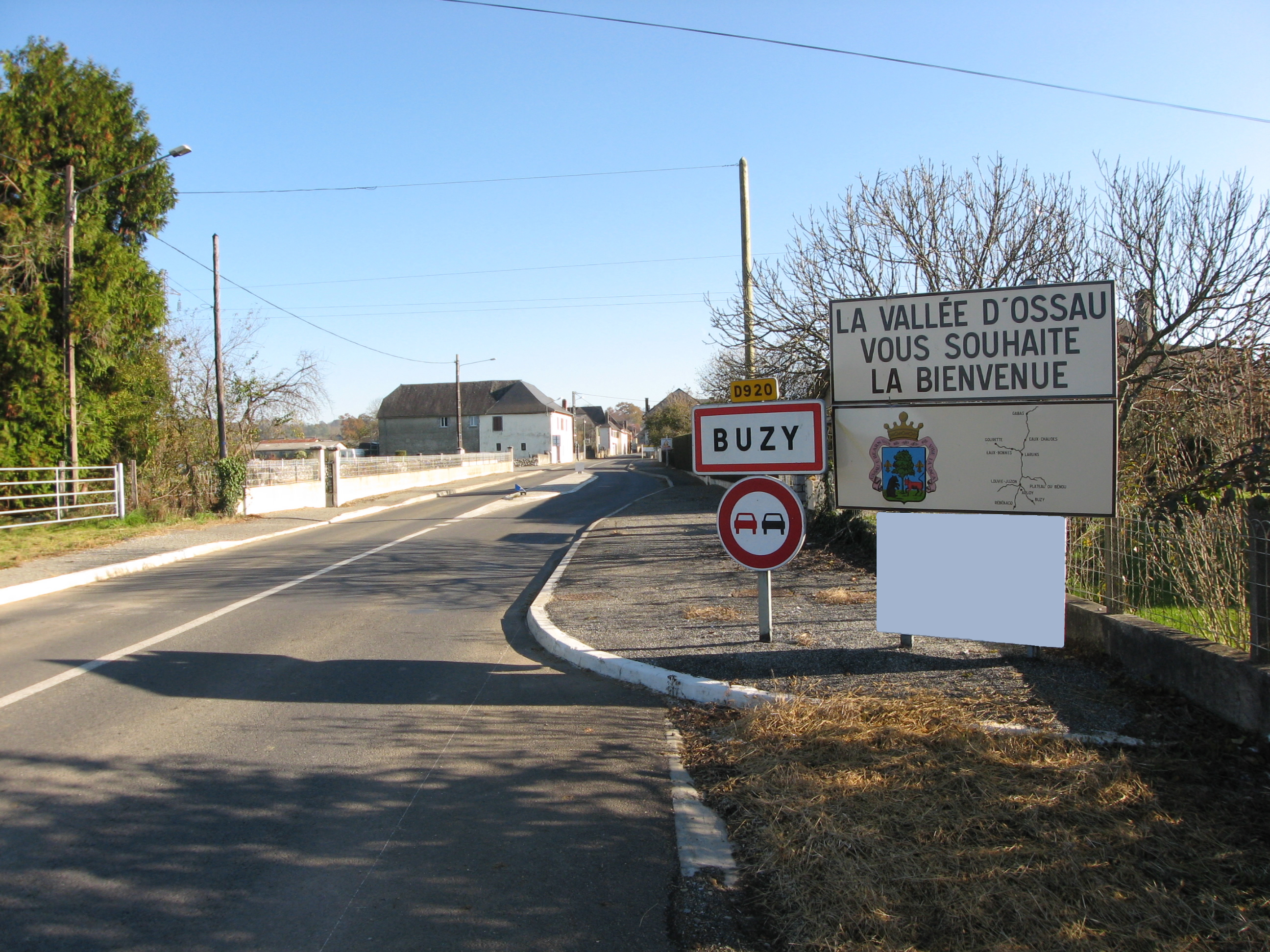
Въезд в Бюзи
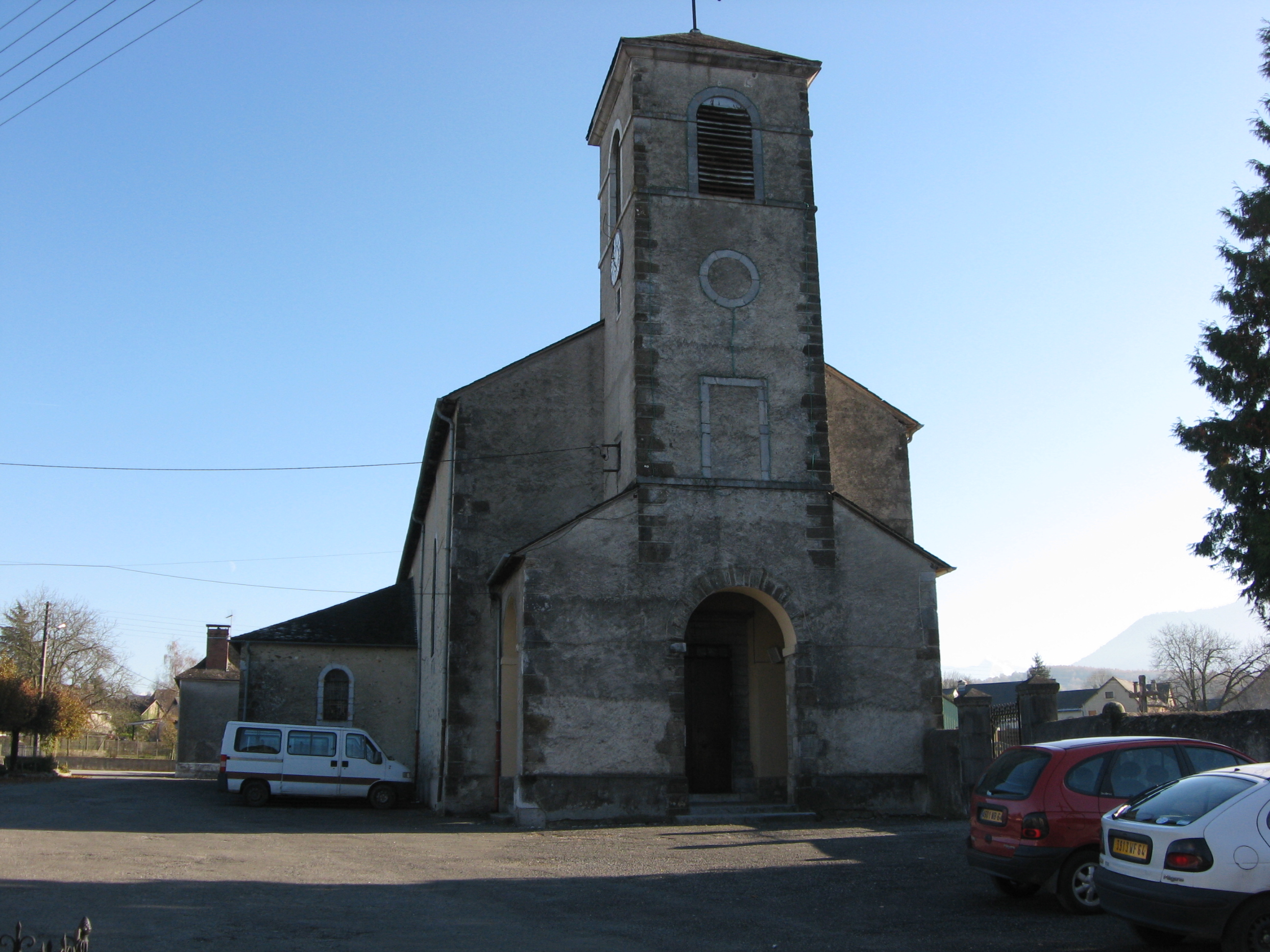
Церковь Св. Сатурнина
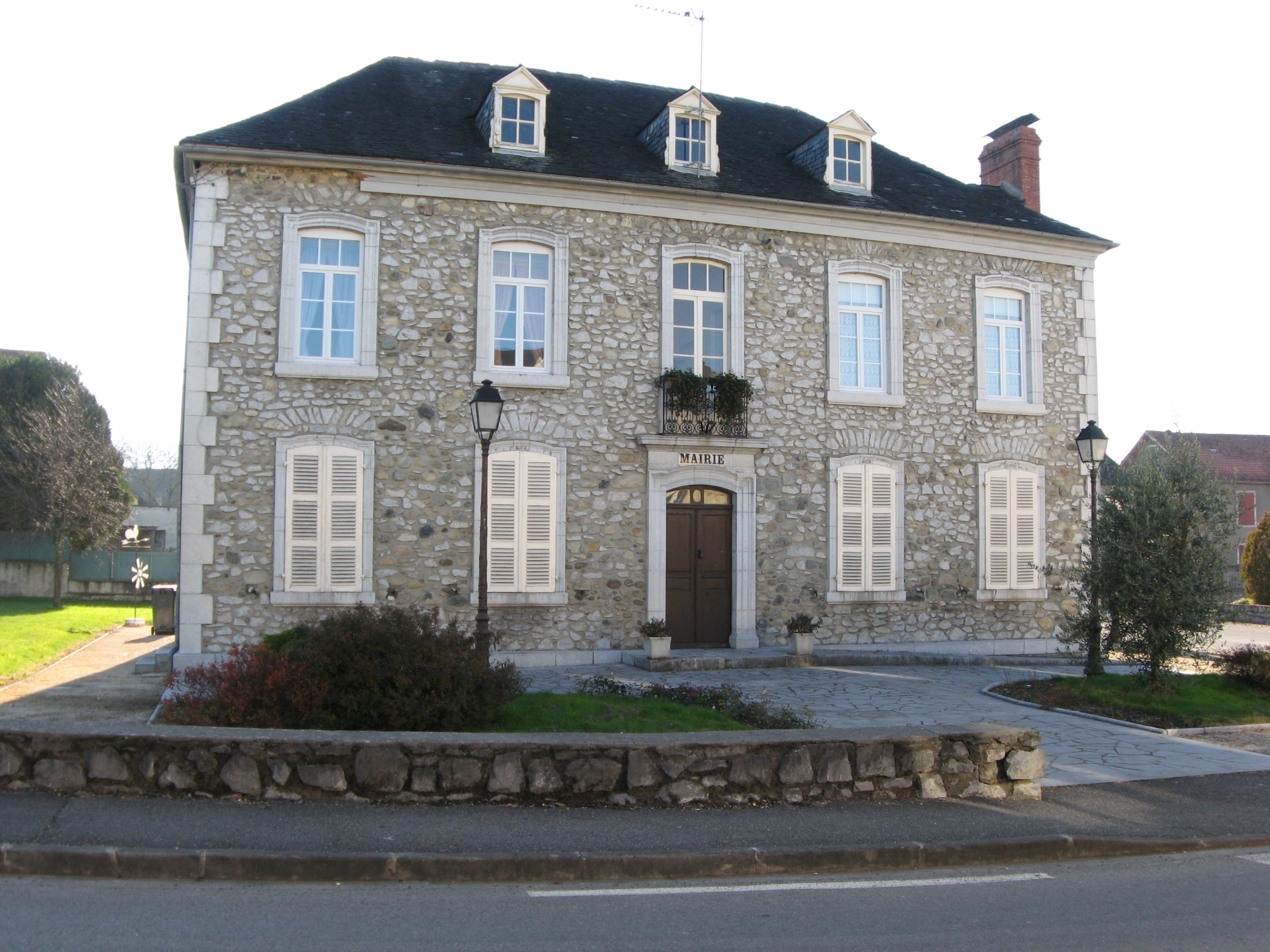
Мэрия
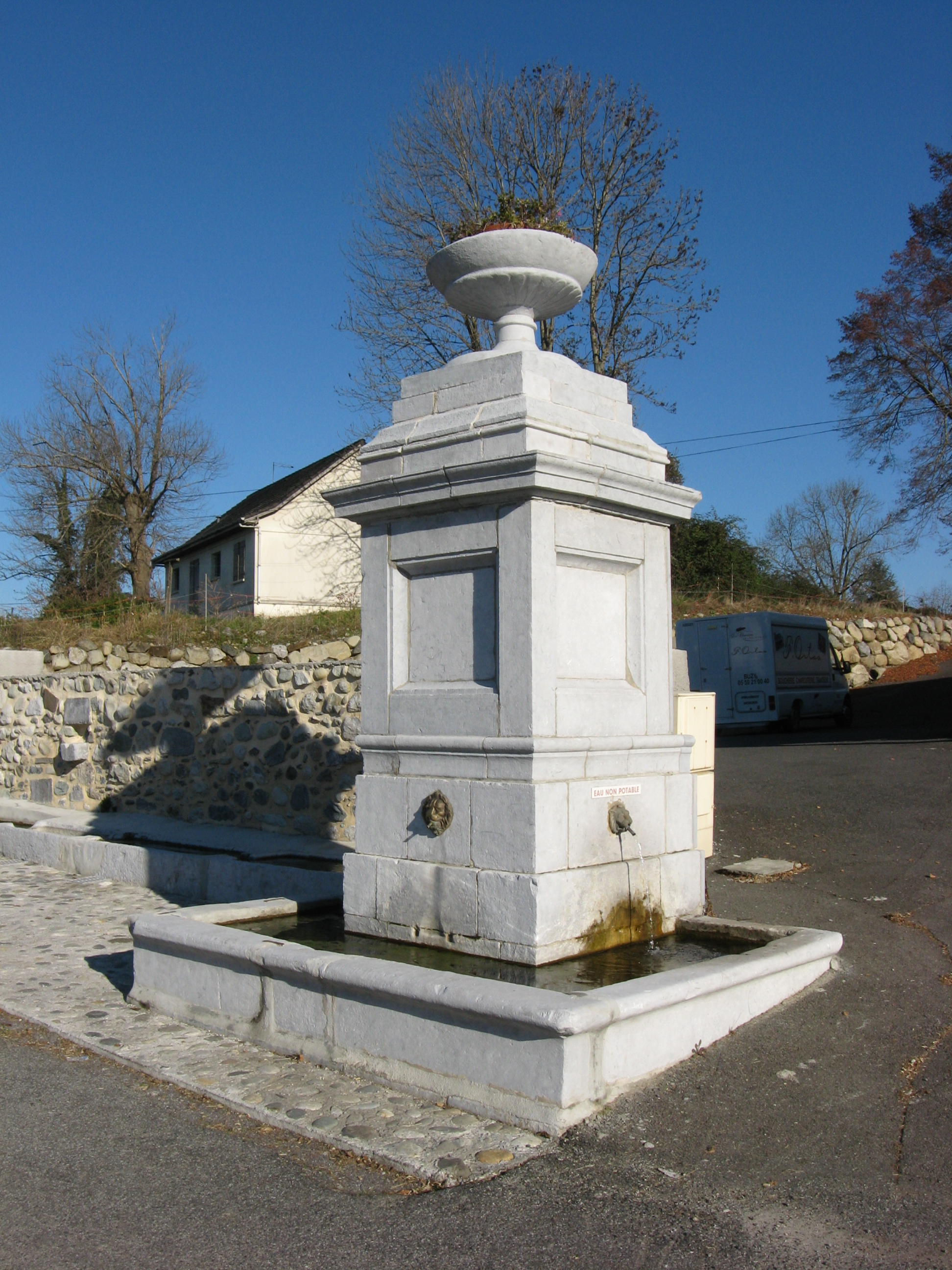
Фонтан
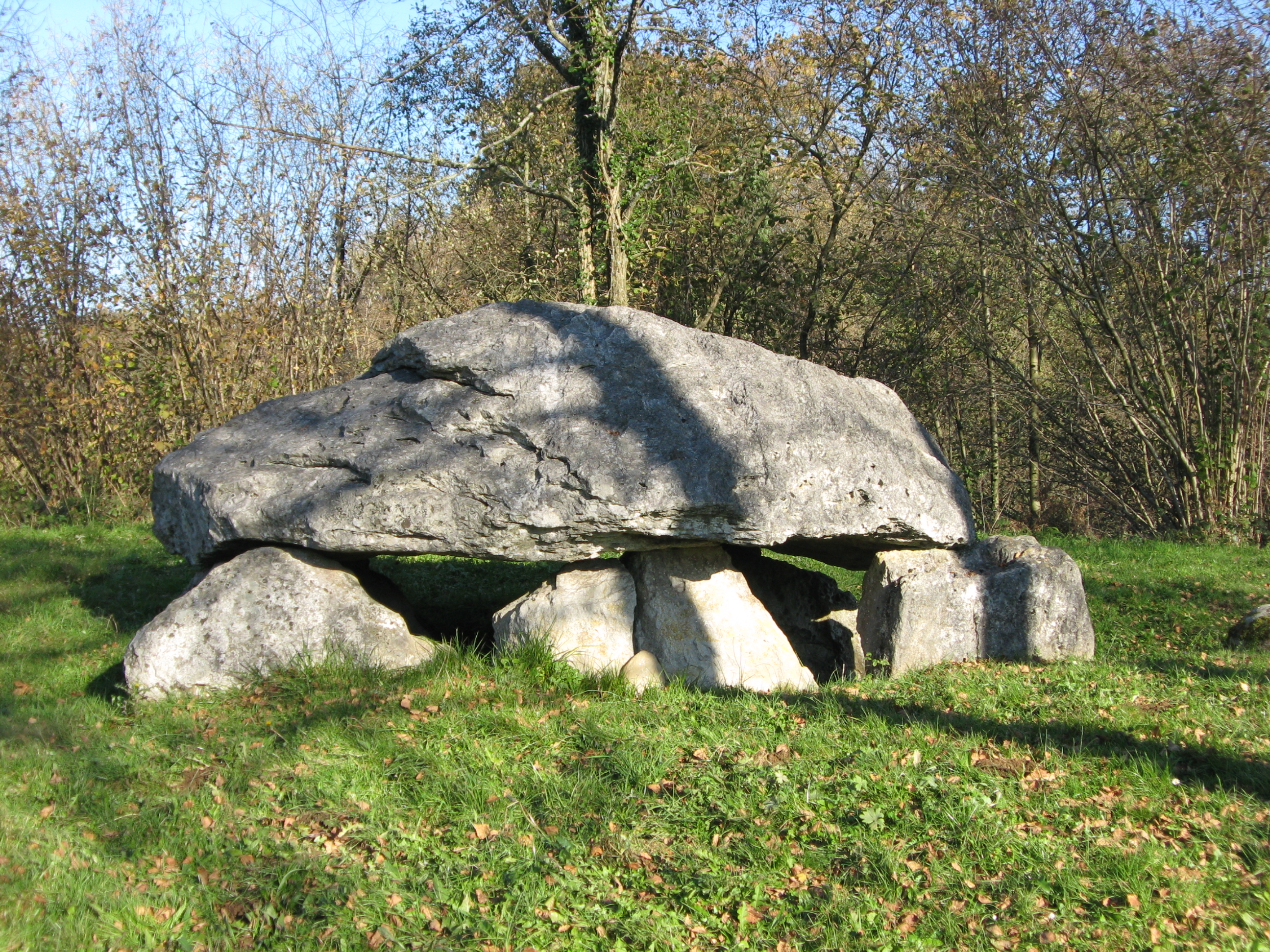
Дольмен Кальо-де-Теберно